# Svalstjärtsglada
Svalstjärtsglada (Elanoides forficatus) är en amerikansk svartvit fågel i familjen hökar inom ordningen hökfåglar med lång kluven stjärt.

## Utseende
Svalstjärtsglada är en synnerligen karakteristisk rovfågel med sin svartvita fjäderdräkt och långa kluvna stjärt. Vingpennor, stjärt, fötter och näbb är alla svarta, medan kroppen är vit. Vingarna är relativt långa, men benen korta. Dess kroppslängd är 50-68 centimeter. Könen är lika, men ungfåglar dovare i färgerna och stjärten inte lika kluven. 

## Utbredning och systematik
Arten placeras som ensam art i släktet Elanoides. Den delas upp i två underarter:
- Elanoides forficatus forficatus – häckar i låglänta kustnära områden i sydöstra USA och norra Mexiko. Övervintrar i Sydamerika.
- Elanoides forficatus yetapa – förekommer från södra Mexiko (utom på Yucatánhalvön) till Brasilien och nordöstra Argentina.

Svalstjärtsgladan har påträffats två gånger på Azorerna (2005 och 2008) samt 1993 på Fuerteventura i Kanarieöarna.

### Släktskap
Svalstjärtsgladan tillhör en grupp med rovfåglar som även inkluderar bivråkar i Pernis och Henicopernis, bazor, amerikanska gladorna i Chondrohierax och Leptodon, australiska gladorna i Lophoictinia och Hamirostra samt madagaskarörn.

## Levnadssätt
Svalstjärtsgladan trivs i stora områden med våtmarksskog. Fågeln anses vara en av de mest gracila rovfåglarna och tillbringar större delen av tiden i flykten sökande efter föda som ödlor, små däggdjur, groddjur och insekter,   och intar den vanligen i flykten.  I Centralamerika har den observerats äta frukt.

### Häckning
Arten häckar från mars till maj. Den bygger sitt bo i områdets högsta träd, helst tallar av arten Pinus taeda, i avsaknad av dessa istället i sumpcypress (Taxodium distichum). Honan lägger två till fyra ägg som ruvas i 28 dagar. Efter 36-42 dagar är ungarna flygga.

## Status och hot
Arten har ett stort utbredningsområde och en stor population, och tros öka i antal. Utifrån dessa kriterier kategoriserar IUCN arten som livskraftig (LC). I USA har arten förlorat stora delar av sitt forna utbredningsområde och anses riskera att bli hotad eller starkt hotad om inte bevarandeåtgärder genomförs. Den har dock ökat i antal de senaste 60 åren.  Världspopulationen uppskattas till 150.000. Fågeln hotas huvudsakligen av habitatförlust på grund av jordbrukets expandering, avverkning och urbanisering, tidigare även jakt.

## Bilder

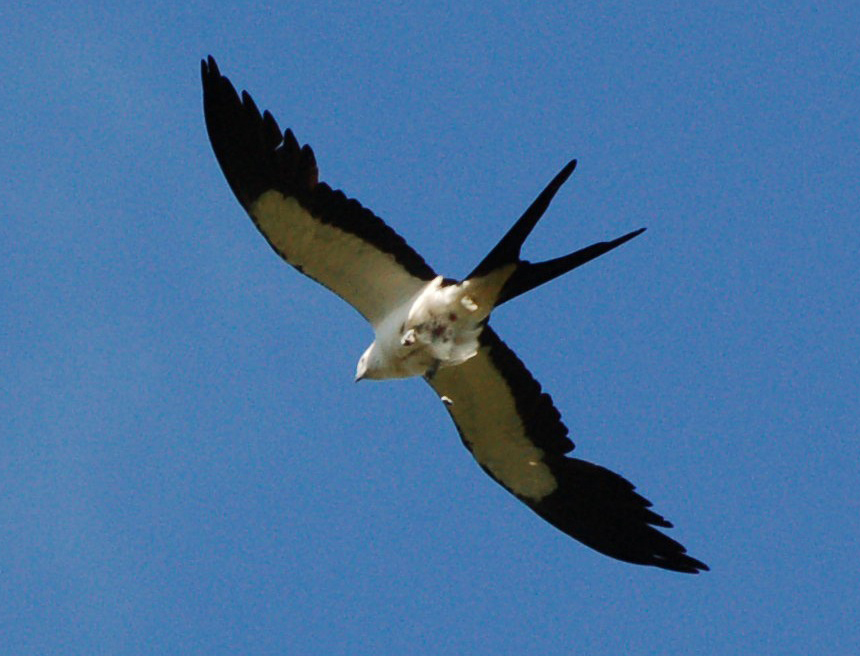
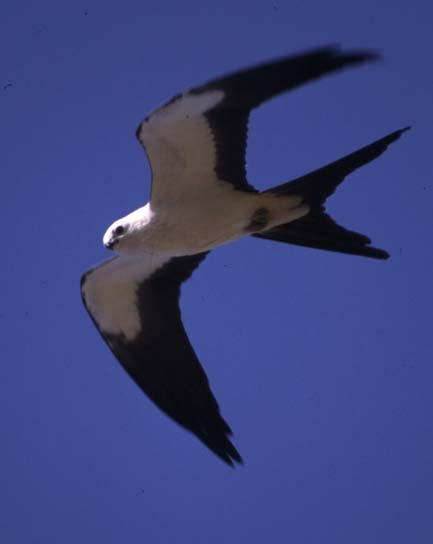
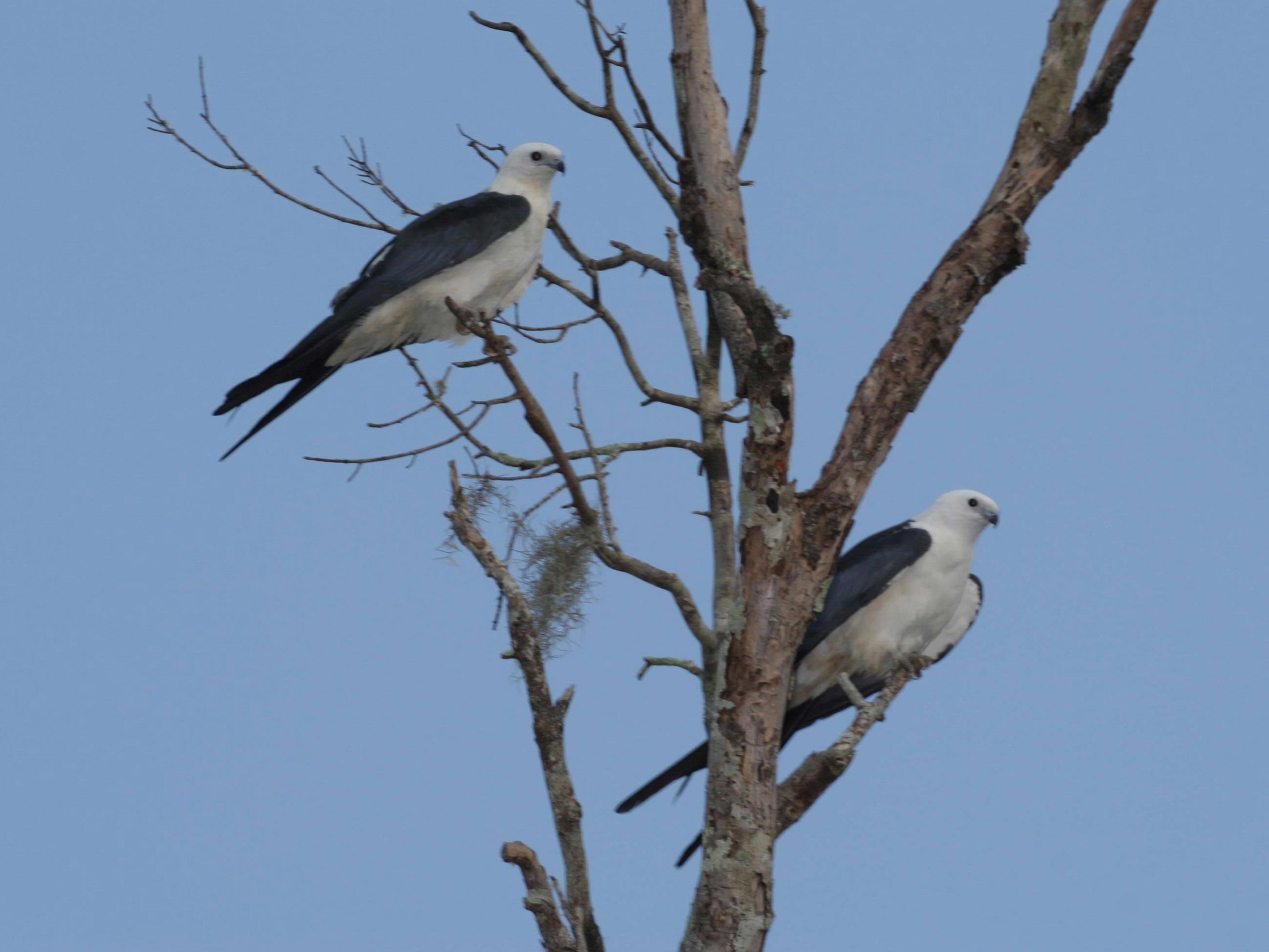
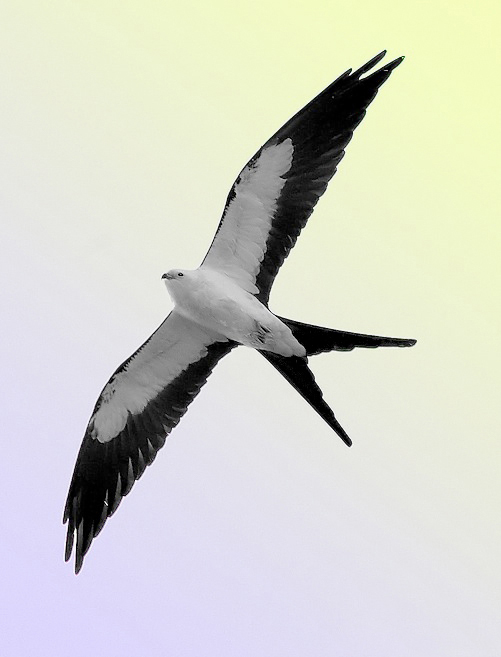